# Irena Szydłowska
Irena Szydłowska (Leopoli, 28 gennaio 1928 – Varsavia, 14 agosto 1983) è stata un'arciera polacca.

## Palmarès
- Giochi olimpici

Monaco di Baviera 1972: argento nell'individuale.